# Snaar (aandrijving)

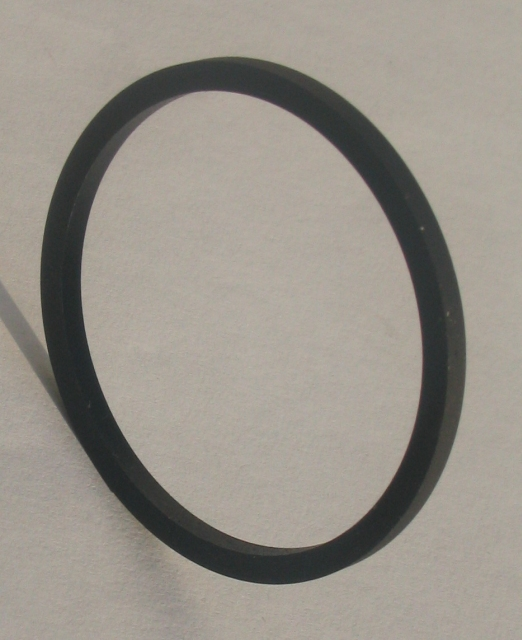
Een 'vierkant' snaartje

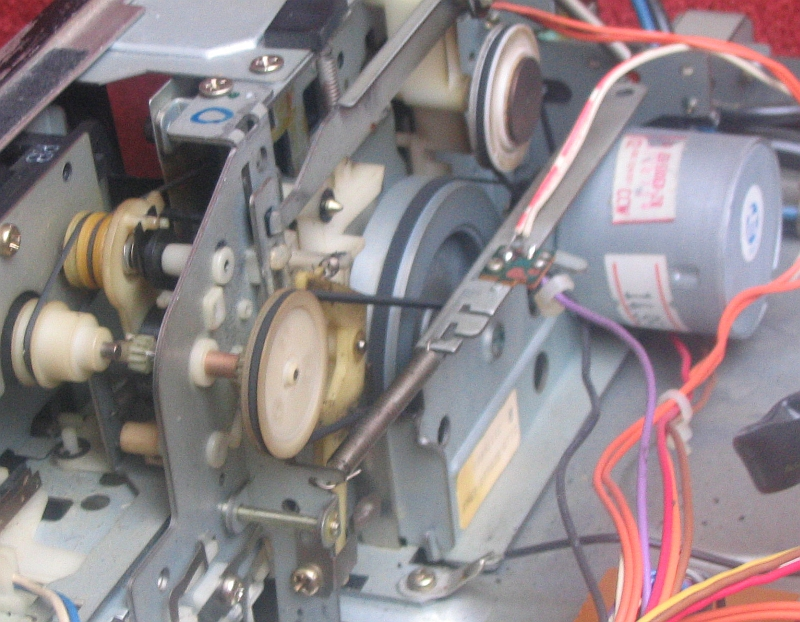
Snaren in een cassettedeck

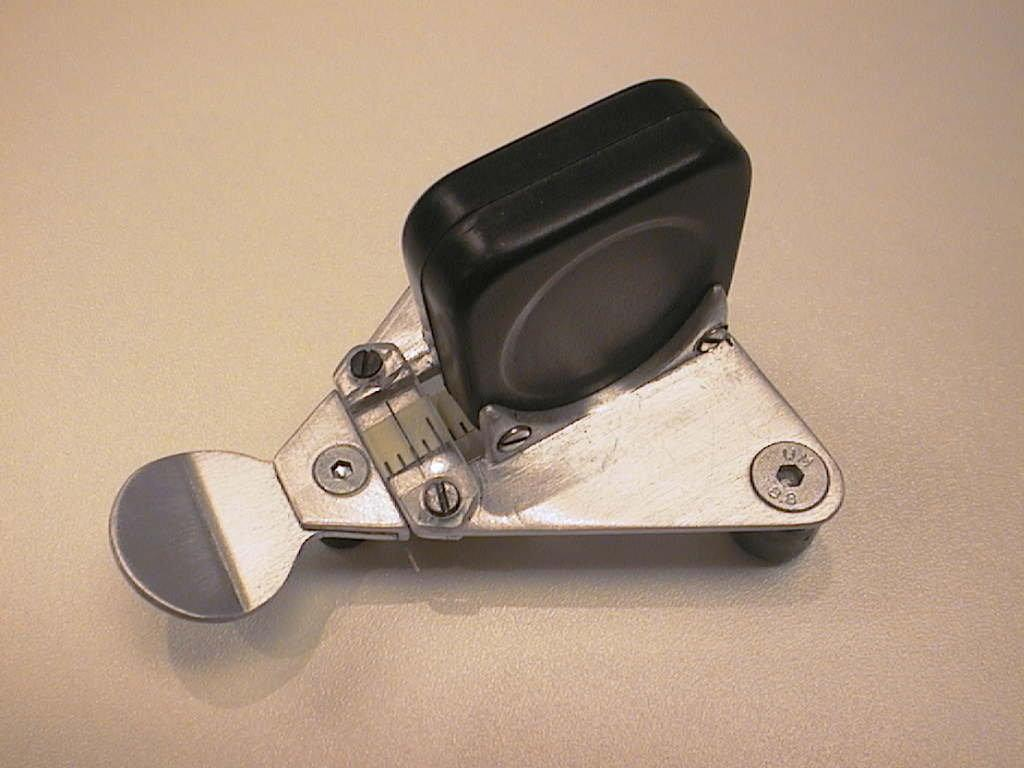
Een snaarmeter

Een snaar is een rubberen of kunststof riempje dat wordt gebruikt om de aandrijving te verzorgen van het loopwerk in een cassettedeck, walkman, cd-speler, videorecorder, draaitafel, maar ook in printers, scanners en dergelijke. Er bestaan zogenaamde platte, ronde en vierkante snaren, waarmee de vorm van de dwarsdoorsnede van het rubber wordt aangeduid. De 'vierkante' snaren lopen over wielen met een V-vormige groef. 'Ronde' snaren lopen in halfronde groeven. 'Platte' snaren worden vaak aangedreven door een bolvormig wiel, door de rotatiesnelheid zoekt de snaar het punt met de grootste diameter: het midden.
Naast het gebruik om rotatie te versnellen of te vertragen is een belangrijke eigenschap van een snaar dat eventuele wisselingen in rotatiesnelheid van de aandrijvende motor worden gedempt. Hiervan wordt bijvoorbeeld gebruikgemaakt in een draaitafel en bij de aandrijvende as (capstan) van het cassettedeck of de videorecorder, waarbij de snaar een vliegwiel aandrijft. In deze toepassingen is de gelijkloop belangrijk vanwege het rechtstreekse effect op de toonhoogte. 
Om bij vervanging van een snaar de juiste maat te kunnen vaststellen bestaan er zogenaamde snaarmeters, die de diameter kunnen meten in niet-cirkelvorm.

## Varia
- Het rubber van de snaar is aan veroudering onderhevig. Met name videorecorders dienden na een aantal jaren van een hele set nieuwe snaren te worden voorzien. Sommige modellen verhaspelden de videoband ernstig bij versleten snaren.
- Een snaartje dat in een transparant plastic zakje wordt bewaard kan gemakkelijk uitvloeien door opname van weekmakers uit het plastic. Daarom wordt aanbevolen om papieren zakjes te gebruiken.
- Voor de lade van een cd-speler en in printers en scanners wordt meestal een tandriem gebruikt, vanwege de grote krachten die hier benodigd zijn.